# Izoria
Izoria es un concejo del municipio de Ayala, en la provincia de Álava. 

## Toponimia
En diversas fuentes documentales aparecen estas denominaciones de la localidad: Yçoria (1454), Izoria (1510),  Yzoria, (1533) Hizoria, (1798) Izoria, (1798). Desde esta fecha, la última forma escrita aparece ininterrumpidamente escrito con esta grafía hasta el presente.

## Localización
Desde 1842 forma parte del Ayuntamiento de Ayala, municipio compuesto de 24 pueblos. Anteriormente a esta fecha, Izoria era uno de los pueblos que conformaban la Cuadrilla de Lezama, una de las cinco Quadrillas que, históricamente, integran la Tierra de Ayala, hasta la disolución jurídico-administrativa de ésta, tras la promulgación de la Ley Municipal dictada por el general Espartero, tras la firma del Abrazo de Bergara en 1839 entre liberales y carlistas que sellaba el fin de la I Guerra Carlista.
Se encuentra situado en el corazón del Tierra de Ayala, entre los montes Bagaza o Asnos y Babio, teniendo enfrente la figura descollante del pico Iturrigorri en la Sierra de Sálbada y el embalse de agua de Maroño.

## Geografía
Está formado por pequeños núcleos de caseríos formando barrios, como Aretxabala, Aspuru, Ibarra, Ripa, etc. Este último barrio es el núcleo principal, donde se encuentra su iglesia dedicada a San Julián, cuya fiesta es el 7 de enero.
| Noroeste: Menoyo   | Norte: Respaldiza | Nordeste: Murga      |
| Oeste: Maroño      |                   | Este: Murga Olabezar |
| Suroeste: Belandia | Sur: Monte Babio  | Sureste: Olabezar    |

## Demografía
El gentilicio de sus habitantes es "izoriarra".
| Gráfica de evolución demográfica de Izoria entre 2000 y 2017 |
|                                                              |
| Población de derecho según los censos de población del INE.  |

## Cultura

### Patrimonio material
- Iglesia de San Julián y Santa Basilisa: siglo XVIII, retablo mayor e imágenes neoclásicas, retablos laterales barrocos. Virgen del Pilar en plata, estilo rococó también del siglo XVIII.[7][8]
- Molino Ibarra. Está desaparecido.[9]
- Molino Urizandi, del siglo XVIII. Después de llevar semidestruido tras las inundaciones, hace unos años fue restaurado siguiendo en pie en este año 2023. [10]
- Puente de Ibarra del siglo XVIII. Restaurado tras las inundaciones del año 1983, por haber experimentado notables daños en la estructura.[11]
- Puente Molino Urizandi. Puente con tablero de hormigón que facilita y comunica el barrio de Ibarra con el tradicional y hoy abandonado molino de Urizandi, las tierras y montes de la margen derecha del río Izoria, sustituye a otro anterior que se erigió pasadas unas décadas al momento en que se construyó el molino de Urizandi, también apodado como "el nuevo".[12]
- Fuente Chondo. Sencilla fuente localizada frente al caserío Ibargoiti del barrio Ibarra, presidiendo el espacio creado por el meandro que configura allí el río Izoria.[13]
- En el barrio de Ibarra, casa Ibarrola con pinturas murales del siglo XVI en el frontis de la casa.[14]
- En su jurisdicción se encuentra el monte Babio, referente de muchos montañeros del lugar, donde se alza la escultura del "Montañero de Babio", cuyo autor es Luis Padura "Vioti". Dicha escultura fue inaugurada el  9 de abril de 1972 a iniciativa del club de montaña Gazteiz de Vitoria.[15]

### Patrimonio inmaterial
Las fiestas del pueblo se celebran el 7 de enero en honor a su patrón San Julián.